# James Beriah Frazier junior

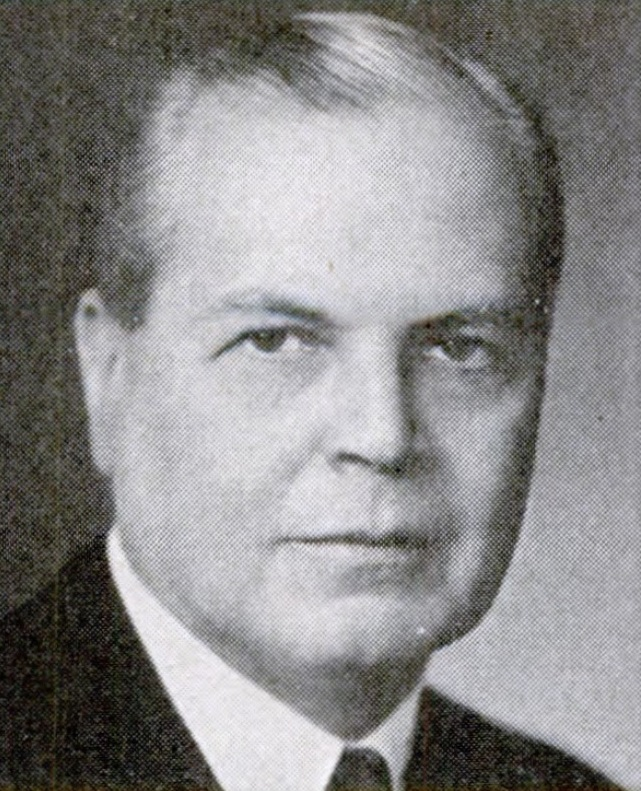
James Beriah Frazier junior, 1953

James Beriah Frazier Jr. (* 23. Juni 1890 in Chattanooga, Tennessee; † 30. Oktober 1978 ebenda) war ein US-amerikanischer Jurist und Politiker. Er vertrat den Bundesstaat Tennessee als Abgeordneter im US-Repräsentantenhaus.

## Werdegang
James Beriah Frazier Jr., Sohn von James Beriah Frazier, besuchte die öffentliche Schule in Chattanooga sowie die Baylor Preparatory School. Danach ging er auf die University of Virginia in Charlottesville. Er graduierte 1914 am Chattanooga College of Law. Seine Zulassung als Anwalt bekam er im selben Jahr und eröffnete eine Praxis in Chattanooga. Während des Ersten Weltkrieges verpflichtete er sich freiwillig. Er diente vom 21. April 1917 bis zu seiner Entlassung als Major im März 1919. Nach dem Krieg fungierte er als Bundesstaatsanwalt für den östlichen Bezirk von Tennessee vom 25. September 1933 bis zu seinem Rücktritt am 12. April 1948.
Frazier wurde als Demokrat in den 81. und die sechs nachfolgenden Kongresse gewählt. Seine Amtszeit belief sich vom 3. Januar 1949 bis zum 3. Januar 1963. Er kandidierte noch einmal für den 88. Kongress, scheiterte aber. Danach nahm er seine Tätigkeit als Anwalt in Chattanooga wieder auf. In seiner Amtszeit war er 1956 an der Verfassung des Southern Manifesto beteiligt, das sich gegen die Rassenintegration an öffentlichen Einrichtungen aussprach.
James Frazier starb am 30. Oktober 1978 in Chattanooga. Er wurde auf dem Forest Hills Cemetery beerdigt.